# Première bataille de Memphis
Guerre de Sécession
Batailles
Fort Sumter - 1re Bull Run - Shiloh - Sept Jours - 2nd Bull Run - Antietam - Fredericksburg - Stones River - Chancellorsville - Gettysburg - Vicksburg - Chickamauga - Chattanooga - Wilderness - Spotsylvania
La première bataille de Memphis est un combat naval livré le 6 juin 1862, pendant la guerre de Sécession
Après sa victoire du 7 avril 1862, sur les Confédérés lors de la bataille d'Island Number Ten, sur le Mississippi, la flotte de l'Union  est en mesure de descendre le fleuve et de menacer Memphis. Pour entraver son avance, les Sudistes n'ont plus guère qu'une flottille hétéroclite de petits navires à lui opposer. Les canonnières confédérées, pour la plupart des bateaux à aubes civils transformés autant que faire se peut en bâtiments de guerre, notamment par des renforts de balles de coton (d'où leur surnom ironique de "cottonclads": cuirassés de coton!), sont lancés contre les cuirassés et les "rams boats" (navires béliers ou navires à éperons) nordistes. La bataille dure une heure et demie et est observée par la population civile massée le long des rives. La plupart des navires rebelles sont capturés ou coulés et les rescapés se replient sur Vicksburg. La disproportion des pertes (180 sudistes mis hors de combat d'un côté contre un tué nordiste de l'autre) donne une idée précise du caractère inégal de l'engagement. Exploitant leur succès, les fédéraux débarquent sur les docks de Memphis et prennent rapidement le contrôle de la ville, permettant ainsi à leur armée de disposer d'une base logistique précieuse sur le Mississippi.